# Teoria del complotto sull'attacco di Pearl Harbor

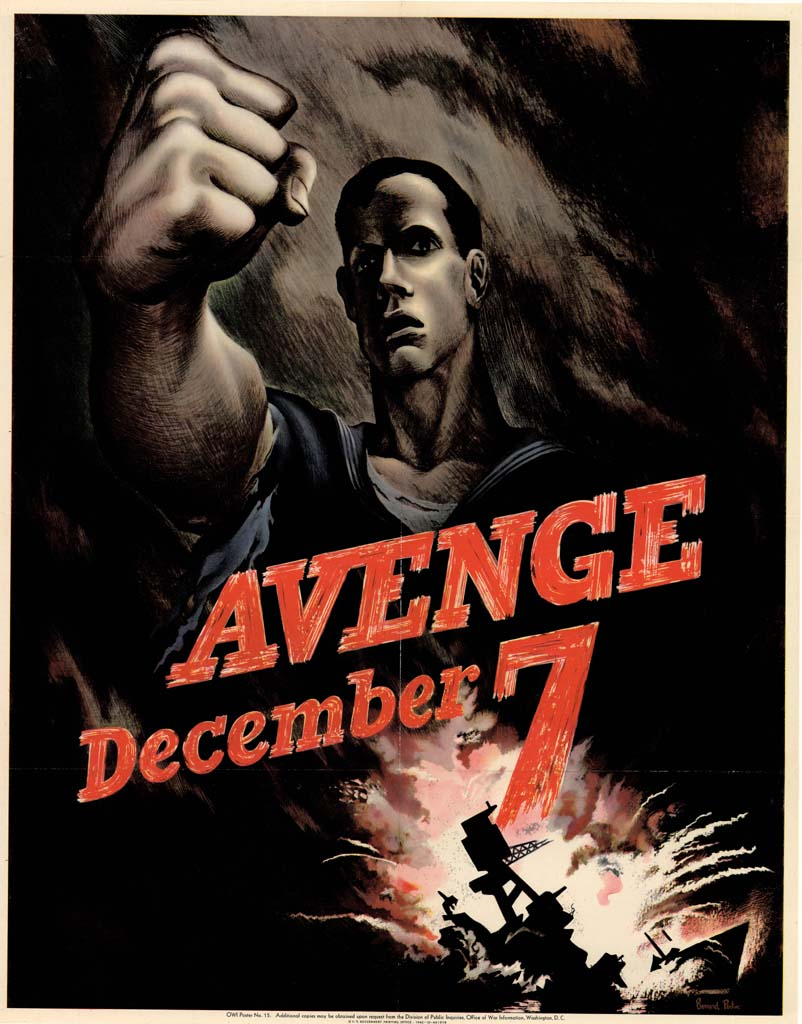
Vendica il 7 dicembre!: manifesto propagandista statunitense del 1942

La teoria del complotto sull'attacco di Pearl Harbor è stata elaborata nel tempo da varie fonti statunitensi e non, per accreditare la tesi secondo la quale il presidente Franklin Delano Roosevelt avrebbe ritardato volutamente l'invio di cruciali informazioni al comando della Flotta del Pacifico circa l'imminente operazione aeronavale giapponese, allo scopo di avere un valido motivo per entrare in guerra contro le potenze dell'Asse.

## Inquadramento
Subito dopo l'attacco di Pearl Harbor sorsero polemiche e dubbi sullo svolgimento dei fatti e sulle responsabilità politiche e militari dell'accaduto; sul momento la commissione Roberts, la prima delle otto che nel corso degli anni si sono occupate dei fatti di Pearl Harbor, ritenne gravemente negligenti e colpevoli di scarsa preparazione soprattutto gli ammiragli Harold Rainsford Stark, Husband Kimmel e il generale Walter Short: furono tutti e tre destituiti. In particolare Kimmel fu accusato di scarsa prontezza operativa e di non aver dato credito agli avvertimenti di guerra imminente diramati il 27 novembre 1941 dal Segretario alla Marina Frank Knox e da Stark. Il successore di Kimmel, ammiraglio Chester Nimitz, difese in parte il collega affermando che, per gli Stati Uniti, il mancato intervento della flotta contro la forza d'attacco giapponese era stata una vera fortuna: la squadra nipponica era nettamente superiore in numero e qualità e il disastro di Pearl Harbor avrebbe potuto essere ulteriormente aggravato.
Secondo Maldwyn A. Jones, "alla base del disastro di Pearl Harbor non ci fu alcun piano machiavellico", bensì tutta una serie di errori, incomprensioni, ed anche sfortuna. Ci fu trascuratezza nella decodifica dei messaggi e nella loro destinazione. I comandanti delle basi nelle Hawaii furono imprevidenti e superficiali: addirittura, quando i radar individuarono gli aerei giapponesi in avvicinamento, non venne dato l'allarme perché si pensò che si trattasse di velivoli americani B-17.

## Le varie ipotesi

### Le accuse del contrammiraglio Theobald
Il contrammiraglio Robert Theobald, che ritenne molto dubbio l'andamento della vicenda, non accettò la versione ufficiale e accusò soprattutto il presidente Roosevelt di aver favorito l'attacco nemico e di aver negato (pur essendo informato dettagliatamente dei progetti nipponici tramite il sistema Magic) qualsiasi informazione utile all'ammiraglio Kimmel. La posizione di Theobald sembrò trovare conferma sia nell'intransigente politica statunitense verso l'Impero giapponese, difesa e seguita sia da Roosevelt che dal suo Segretario di Stato Cordell Hull, sia dall'atteggiamento di calma e serenità del presidente alla notizia dell'attacco che, di fatto, risolveva i suoi problemi con l'opinione pubblica: avrebbe così reso inevitabile l'entrata in guerra degli Stati Uniti.
La tesi cospirazionista del contrammiraglio Theobald fu respinta negli anni sessanta e settanta da studiosi come Barbara Wohlstetter, Gordon Prange, Basil Liddell Hart e Peter Herde che, pur sottolineando il desiderio di Roosevelt di essere attaccato, confermarono le conclusioni della commissione congressuale e ritornarono alla teoria della mancanza di vigilanza e dell'eccessivo ottimismo degli statunitensi, concentrati sulle possibili minacce contro le Filippine e la Malaysia e sicuri dell'inattaccabilità delle Hawaii. Inoltre fu sottolineato come i documenti decodificati da Magic non facessero riferimento a Pearl Harbor, che i codici navali della marina giapponese non erano ancora stati decifrati nel dicembre 1941 e che le portaerei del viceammiraglio Chūichi Nagumo erano avanzate rispettando il silenzio radio più assoluto.

### La teoria di Stinnett
Nel 2000 il fotografo Robert Stinnett, dopo un lungo lavoro di ricerca favorito anche dall'autorizzazione da parte del presidente Jimmy Carter (1979) di rendere disponibili i testi tradotti delle intercettazioni dei messaggi della marina nipponica di quel periodo, e dall'applicazione più aperta del Freedom of Information Act, ha riproposto la teoria della cospirazione architettata da Roosevelt e i suoi collaboratori per indurre i giapponesi ad attaccare Pearl Harbor. In sintesi egli sostiene che:
- il 7 ottobre 1940 il capitano di corvetta Arthur McCollum, capo dell'ONI (Office of Naval Intelligence) per l'Estremo Oriente, avrebbe presentato a Roosevelt un piano in otto punti per provocare l'attacco giapponese contro gli Stati Uniti, che sarebbe stato fedelmente applicato dal presidente;
- all'ammiraglio Kimmel sarebbe stato impedito di condurre esercitazioni che avrebbero fatto scoprire la squadra nipponica in arrivo. Questa affermazione si baserebbe sulla testimonianza dell'allora contrammiraglio Richmond Turner (all'epoca direttore dell'ufficio Pianificazioni navali a Washington);[13]
- le unità di Nagumo non avrebbero mantenuto il completo silenzio radio, bensì avrebbero trasmesso una serie di messaggi che sarebbero stati intercettati dalle stazioni di ascolto statunitensi.
- i messaggi radio riguardanti la pianificazione dell'attacco sarebbero stati captati e decifrati dai servizi statunitensi.

Si tenga comunque conto che i servizi segreti britannici e dell'FBI avevano delle informazioni su possibili attacchi a quasi tutte le installazioni militari statunitensi (sabotaggi, attacchi aerei o navali, spionaggio) attribuite alle potenze dell'Asse o all'Unione Sovietica, già percepita dall'FBI come la minaccia maggiore.

### La responsabilità e il ruolo di Hoover
La possibilità di un attacco a Pearl Harbor, formulata in modo incompleto e deficitario, arrivò alle orecchie di J. Edgar Hoover (direttore dell'FBI) attraverso i contatti con i servizi segreti britannici (Double-Cross System, MI5 e MI6) che passarono agli Stati Uniti uno dei loro migliori agenti, il doppiogiochista serbo Dušan Popov. Nel maggio 1941 Popov, ufficialmente al soldo della Germania nazista, fu spedito negli Stati Uniti per assumere la guida di una nuova rete di spionaggio filo-tedesca; presto gli anglo-statunitensi vennero a sapere che i servizi segreti nipponici avevano richiesto alla Kriegsmarine e alla Regia Marina un rapporto dettagliato sulla incursione aeronavale britannica su Taranto, nonché l'opinione del comando navale tedesco circa la fattibilità, da parte giapponese, di un attacco analogo entro la fine del 1941. Poiché Tokyo aveva pochi agenti attivi negli Stati Uniti, i tedeschi si misero alla ricerca di una serie di informazioni ("il questionario") su Pearl Harbor e le altre installazioni militari alle Hawaii. Questi dati non precisavano un'intenzione di attaccare il porto, ma sia Popov che l'MI6 conclusero che fosse un'opzione molto probabile: MI6 in particolare, in possesso di ulteriori fonti attendibili, riteneva che esistessero in effetti concreti piani nipponici per le Hawaii, pur non cogliendone l'eventuale portata. I britannici comunicarono il loro punto di vista a Hoover e all'FBI il 12 e 14 agosto 1941. L'agente di contatto Foxworth classificò il questionario come una trappola dello spionaggio tedesco, opinione condivisa almeno in parte dal suo collega Connelley; ma il direttore dell'"operazione Popov" in seno all'FBI, Charles Lanman, decise di bloccare il serbo e non farlo spostare nelle isole Hawaii: la mossa cagionò un inizio di sospetto nei tedeschi. Alla fine Hoover incontrò Popov, ma solo per criticare il suo stile di vita "dissoluto"; non tenne in gran conto le informazioni che gli aveva fornito, lo marginalizzò e mise un uomo di fiducia a spiarlo, lo diffamò persino presso i britannici. Hoover non informò nessuno dei suoi superiori, neppure William Joseph Donovan (capo del nascente OSS) e Roosevelt. Anche se incomplete, le informazioni fornite da Popov, così come altre di provenienza britannica, avrebbero potuto mettere sull'avviso gli statunitensi: ma fino al 1941 l'FBI e in parte anche l'OSS furono decisamente ostili a Londra, evitarono la collaborazione e non le diedero mai troppo credito.
Subito dopo il 7 dicembre Hoover si accorse di aver commesso un grave errore e, perciò, si impegnò al massimo per dare consistenza alle teorie cospirative contro il presidente Roosevelt – oltretutto i due non erano in buoni rapporti. Si può dire che molto del materiale relativo al "complotto Pearl Harbor" derivi dalla copertura usata da Hoover per nascondere le proprie manchevolezze. Questi, peraltro, usò la controversa faccenda per cercare di scalzare Roosevelt nel 1944-1945, quando il presidente aveva chiaramente espresso la volontà di destituire Hoover e di escludere l'FBI dallo spionaggio estero, come poi effettivamente sarebbe successo.